# Ітчи-Вам'я
Ітчи́-Вам'я́ (рос. Итчи-Вамья) — присілок в Увинському районі Удмуртії, Росія.

## Населення
Населення — 1 особа (2010; 11 в 2002).
Національний склад станом на 2002 рік:
- росіяни — 64 %
- удмурти — 27 %

## Урбаноніми[3]
- вулиці — Лісова